# Steinkjer (stacja kolejowa)
Steinkjer – stacja kolejowa w Steinkjer, w okręgu Trøndelag w Norwegii, jest oddalona od Trondheim o 121,5 km. Znajduje się na wysokości 3,6 m n.p.m.

## Ruch pasażerski
Należy do linii Nordlandsbanen i jest końcową stacją kolei aglomeracyjnej w Trondheim, obsługuje lokalny ruch do Trondheim S i dalekobieżny do Bodø. W ciągu dnia odchodzi z niej ok. 30 pociągów.

## Obsługa pasażerów
Poczekalnia, kasa biletowa, telefon publiczny, schowki bagażowe, pokój obsługi niemowląt, parking na 30 samochodów, parking rowerowy, kiosk, przystanek autobusowy, postój taksówek.